# Transeius vorasensis
Transeius vorasensis är en spindeldjursart som beskrevs av Papadoulis, Emmanouel och Kapaxidi 2009. Transeius vorasensis ingår i släktet Transeius och familjen Phytoseiidae. Inga underarter finns listade i Catalogue of Life.